# Stóraöxl
Stóraöxl är en kulle i republiken Island. Den ligger i regionen Austurland, 300 km öster om huvudstaden Reykjavík. Toppen på Stóraöxl är 693 meter över havet. Stóraöxl ingår i Álftavatnshæðir.
Trakten runt Stóraöxl är nära nog obefolkad, med mindre än två invånare per kvadratkilometer. Det finns inga samhällen i närheten. Trakten runt Stóraöxl består i huvudsak av gräsmarker.